# Loop Current

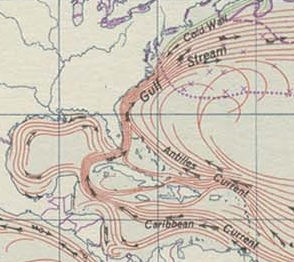
Courants du Gulf Stream dont le Loop Current sur une carte de 1943.

Le Loop Current est un courant océanique chaud du golfe du Mexique qui venu du sud, coule vers le nord entre Cuba et la péninsule du Yucatán, se déplace vers le nord dans le golfe du Mexique, puis à l'ouest et au sud avant de repartir à l'est par le détroit de Floride, le tout en formant une boucle. C'est un affluent du Gulf Stream ou plus exactement du courant de Floride.